# Herculis
Herculis — міжнародні легкоатлетичні змагання, які щорічно проводяться на стадіоні Луї II в районі Фонв'є, Монако. Є одним з етапів Діамантової ліги. Вперше були проведені з ініціативи Альберта II 1987 року.

## Рекорди

### Світові рекорди
За роки проведення змагань тут було встановлено п'ять світових рекордів.
| Рік  | Вид                | Рекорд   | Атлет           | Громадянство |
| ---- | ------------------ | -------- | --------------- | ------------ |
| 2020 | 5000 метрів        | 12:35.36 | Джошуа Чептегеї | Уганда       |
| 2019 | 1 миля             | 4:12,33  | Сіфан Гассан    | Нідерланди   |
| 2018 | 3000 метрів с/п    | 8:44,32  | Беатріс Чепкоеч | Кенія        |
| 2015 | 1500 метрів        | 3:50,07  | Гензебе Дібаба  | Ефіопія      |
| 2008 | Стрибок з жердиною | 5,04 м   | Олена Ісінбаєва | Росія        |

### Чоловіки
| Дисциплина            | Результат          | Спортсмен         | Гражданство                | Дата           | Прим.  |
| --------------------- | ------------------ | ----------------- | -------------------------- | -------------- | ------ |
| 100 метрів            | 9,78 (-0,3 м/с)    | Джастін Гетлін    | США                        | 17 липня 2015  | [ 1 ]  |
| 200 метрів            | 19,46 (+0,8 м/с)   | Ноа Лайлс         | США                        | 10 серпня 2022 | [ 2 ]  |
| 400 метрів            | 43,73              | Вайде ван Нікерк  | ПАР                        | 21 липня 2017  | [ 3 ]  |
| 800 метрів            | 1:41,89            | Найджел Амос      | Ботсвана                   | 12 липня 2019  | [ 4 ]  |
| 1000 метрів           | 2:13.88            | Джейк Вайтман     | Велика Британія            | 10 серпня 2022 |        |
| 1500 метрів           | 3:26,69 DLR        | Асбель Кіпроп     | Кенія                      | 17 липня 2015  | [ 1 ]  |
| 1 миля                | 3:56,75            | Джон Нгугі        | Кенія                      | 12 серпня 1990 |        |
| 2000 метрів           | 5:00,97            | Мохамед Чумассі   | Марокко                    | 2 серпня 1994  |        |
| 3000 метрів           | 7:25,02            | Алі Саїді-Сієф    | Алжир                      | 18 серпня 2000 |        |
| 5000 метрів           | 12:35.36 WR DLR    | Джошуа Чептегеї   | Уганда                     | 14 серпня 2020 | [ 5 ]  |
| 110 метрів з/б        | 12,93 (0,0 м/с)    | Ерієс Меррітт     | США                        | 20 липня 2012  | [ 6 ]  |
| 400 метрів з/б        | 47.08              | Карстен Варгольм  | Норвегія                   | 9 липня 2021   | [ 7 ]  |
| 3000 метрів з/п       | 7:53,64 DLR        | Брімін Кіпруто    | Кенія                      | 22 липня 2011  | [ 8 ]  |
| Стрибок у висоту      | 2,40 м             | Богдан Бондаренко | Україна                    | 18 липня 2014  | [ 9 ]  |
| Стрибок у висоту      | 2,40 м             | Данило Лисенко    | Допущені нейтральні атлети | 20 липня 2018  | [ 10 ] |
| Стрибок з жердиною    | 6,02 м             | Пйотр Лісек       | Польща                     | 12 липня 2019  | [ 4 ]  |
| Стрибок у довжину     | 8,58 м (-0,8 м/с)  | Іван Педросо      | Куба                       | 25 липня 1995  |        |
| Потрійний стрибок     | 17,82 м (+0,2 м/с) | Крістіан Тейлор   | США                        | 12 липня 2019  | [ 4 ]  |
| Штовхання ядра        | 22,56 м            | Джо Ковач         | США                        | 17 липня 2015  | [ 1 ]  |
| Метання диска         | 69,08 м            | Ларс Рідель       | Німеччина                  | 25 липня 1995  |        |
| Метання списа         | 90,20 м            | Раймонд Хехт      | Німеччина                  | 10 серпня 1996 |        |
| Естафета 4×100 метрів | 37,58              |                   | США «RED»                  | 19 липня 2013  | [ 11 ] |

### Жінки
| Дисциплина            | Результат             | Спортсмен               | Гражданство                | Дата           | Прим.  |
| --------------------- | --------------------- | ----------------------- | -------------------------- | -------------- | ------ |
| 100 метрів            | 10.62 (+0,4 м/с)      | Шеллі-Енн Фрейзер-Прайс | Ямайка                     | 10 серпня 2022 |        |
| 200 метрів            | 21,77                 | Мерлін Отті             | Ямайка                     | 7 серпня 1993  |        |
| 400 метрів            | 48,97 DLR             | Шона Міллер-Уйбо        | Багамські Острови          | 20 липня 2018  | [ 10 ] |
| 800 метрів            | 1:54,60               | Кастер Семеня           | ПАР                        | 20 липня 2018  | [ 10 ] |
| 1000 метрів           | 2:29.15 DLR           | Фейт Кіп'єгон           | Кенія                      | 14 серпня 2020 | [ 5 ]  |
| 1500 метрів           | 3:50,07 WR, DLR       | Гензебе Дібаба          | Ефіопія                    | 17 липня 2015  | [ 1 ]  |
| 1 миля                | 4:12,33 WR, DLR       | Сіфан Гассан            | Нідерланди                 | 12 липня 2019  | [ 4 ]  |
| 100 метрів з/б        | 12,42                 | Ґейл Діверс             | США                        | 19 липня 2002  |        |
| 400 метрів з/б        | 52,63                 | Лашинда Демус           | США                        | 28 липня 2009  |        |
| 3000 метрів з/п       | 8:44,32 WR, DLR       | Беатріс Чепкоеч         | Кенія                      | 20 липня 2018  | [ 10 ] |
| Стрибки у висоту      | 2,05 м                | Марія Ласіцкене         | Допущені нейтральні атлети | 21 липня 2017  | [ 3 ]  |
| Стрибок з жердиною    | 5,04 м                | Олена Ісинбаєва         | Росія                      | 29 липня 2008  |        |
| Стрибок у довжину     | 7,33 м                | Хайке Дрехслер          | Німеччина                  | 11 серпня 1992 |        |
| Потрійний стрибок     | 15,31 м (0,0 м/с) DLR | Катерін Ібаргуен        | Колумбія                   | 18 липня 2014  | [ 12 ] |
| Штовхання ядра        | 20,60 м               | Наталія Лисовська       | СРСР                       | 1991           |        |
| Метання диска         | 69,30 м               | Лариса Короткевич       | Росія                      | 11 серпня 1992 |        |
| Метання спису         | 69,45 м               | Барбора Шпотакова       | Чехія                      | 22 липня 2011  | [ 13 ] |
| Естафета 4×100 метрів | 41,75                 |                         | США «RED»                  | 19 липня 2013  | [ 14 ] |